# Línea de alta velocidad Londres-Eurotúnel
La línea de alta velocidad Londres-Eurotúnel, conocida como HS1 (High Speed 1), oficialmente Enlace ferroviario del Eurotúnel (Channel Tunnel Rail Link, CTRL) y originalmente Continental Main Line (CML), es una línea de alta velocidad británica que discurre entre el túnel del Canal de la Mancha y la estación londinense de Saint Pancras.
La línea fue construida para el tráfico internacional de pasajeros entre el Reino Unido y la Europa continental, aunque también sirve al tráfico local entre Londres y Kent y tiene capacidad para transportar mercancías. La línea completa, pasando por encima del río Medway y bajo el Támesis, fue inaugurada el 14 de noviembre de 2007, aunque el tramo inicial funciona desde 2003. Admite 300 km/h de velocidad máxima, y tuvo un coste de 5,8 mil millones de libras esterlinas. Existen tres estaciones intermedias: Stratford International, Ebbsfleet International y Ashford International.
Los servicios internacionales son servidos por Eurostar, con tiempos de viaje entre Londres y París de 2 horas y 15 minutos, y entre Londres y Bruselas en 1 hora y 51 minutos. La línea está preparada para admitir la competencia entre varios operadores en un futuro. Los servicios locales, operados por Southeastern, comenzaron el 13 de diciembre de 2009, con una velocidad punta de 225 km/h. Los trenes de mercancías, operados por DB, comenzaron las pruebas en mayo de 2011.
En el tiempo trascurrido entre la inauguración del Eurotúnel y la finalización de esta línea, los trenes Eurostar tuvieron que circular por la red convencional británica.

## Generalidades
Cuando comenzó a operar el servicio de trenes de alta velocidad denominado Eurostar a través del Eurotúnel entre Londres, París y Bruselas, se reveló la urgente necesidad de modernizar la infraestructura ferroviaria británica que comunica la salida del túnel con Londres.

## El proyecto

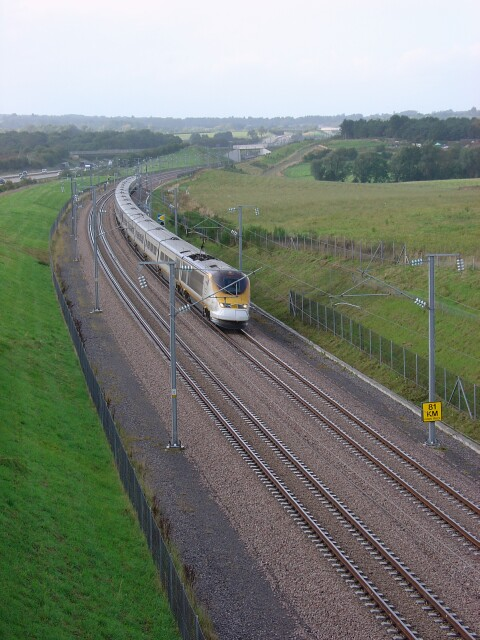
Un tren Eurostar en HS1, cerca de Ashford.

La infraestructura se dividió de dos secciones a los fines de su construcción. Ambos trazados son aptos para trenes de alta velocidad.
La Sección 1, desde el Eurotúnel hasta Fawkham Junction en las cercanías de la ciudad de Kent, tiene una longitud de 74 km y fue abierta al tráfico comercial en septiembre de 2003. Una vez inaugurada esta sección, se redujo el tiempo de viaje de Londres a París en 21 minutos.
Sección 2, desde Fawkham Junction (cerca de Kent) hasta la Estación de St. Pancras, tiene una longitud de 34 km y corresponde al ingreso al área metropolitana de Londres. Fue abierta al tráfico comercial el 14 de noviembre de 2007.
Con la apertura de la Sección 2, los servicios ferroviarios internacionales que anteriormente terminaban en Londres, en la estación Waterloo International, se mudaron a la Estación de St. Pancras.
Con la finalización total de la infraestructura el tiempo de viaje total -sin paradas intermedias- entre Londres y París se ha reducido a 2 h y 15 min y entre Londres y Bruselas a 1 h y 51 min .